# اریک کارتر
اریک کارتر (انگلیسی: Eric Carter؛ زادهٔ ۶ مارس ۱۹۷۰) دوچرخه‌سوار اهل ایالات متحده آمریکا است.
وی در مسابقات کشوری و بین‌المللی در مجموع برندهٔ ۱ مدال طلا، ۱ مدال نقره، ۲ مدال برنز شده‌است.